# Un departamento de comedia
Casi una pareja fue un programa de televisión humorístico de Argentina, emitido entre 1981 y 1982 por Canal 9.

## Argumento
Una imposible pareja (Emilio Disi y Dorys del Valle) se ve obligada a convivir en un departamento compartido que cada uno considera su territorio exclusivo.

## Elenco
- Emilio Disi
- Dorys del Valle
- María Rosa Fugazot
- Cristina Allende
- Cacho Bustamante
- Irma Córdoba
- Adrián Martel
- Eva Piccolo
- Marisa Herrero
- Ricardo Dupont